# Ada Hofman
Ada Hofman (Oudenrijn, 2 april 1946) is een Nederlands tuinontwerper en de oprichter van de zowel nationaal als internationaal bekende Vijvertuinen van Ada Hofman in Loozen.

## Leven en werk
Hofman was de dochter van een fruitteler. Ze groeide op in de Lopikse polder. Als meisje van zes was zij al geïnteresseerd in alles wat in en om het water te vinden was. Door te observeren en te experimenteren ontdekte ze dat slootwater gezond en helder blijft dankzij onderwaterplanten. Deze planten noemde ze zuurstofplanten, een term die algemeen is overgenomen door vijverliefhebbers. Zij beschouwt glanzig fonteinkruid als de beste zuurstofplant voor de vijver.
Nadat ze was getrouwd met Douwe Wolters, verhuisde het paar naar een huis met ruim 6000 m2 grond in Vaassen. Hier legden ze een grote tuin aan, en verkochten ze tevens vijverplanten en vissen. In 1987 kochten ze in het Overijsselse Loozen een boerderijtje met 2,25 hectare land. Dit perceel werd in een jaar tijd omgevormd tot een vijvertuin. Rondom drie grote natuurvijvers liggen ruim dertig kleine tuinen met daarin zo’n vijftig grote en kleine vijvers. Zij herbergen een grote verscheidenheid aan kikkers, vissen, salamanders, libellen en insecten.
In 1988 werd de tuin opengesteld voor bezoekers. In de topjaren kwamen er 50.000 tot 60.000 bezoekers per jaar. In 1991 werd de entreehal uitgebreid en bij die gelegenheid maakte beeldhouwer Marcus Ravenswaaij een bronzen beeld van het echtpaar. Bezoekers krijgen voorlichting door middel van een video en audiotour. Ook op de website geeft zij tips en adviezen voor de aanleg en het helder houden van vijverwater. In het tuincafé worden Hofmans boeken, zuurstofplanten en tuingerelateerde cadeau-artikelen verkocht.
In 2008 moest Hofman zich vanwege gezondheidsproblemen terugtrekken en namen haar dochter en schoonzoon de tuinen over. Toen zij er in 2015 mee stopten, gingen de tuinen failliet. Een jaar later namen hovenier Erik de Jonge en Helga Grassler de overwoekerde tuinen over en in 2017 gingen zij weer open voor publiek.
Ada Hofman kreeg grote bekendheid door een aantal televisieprogramma's, onder andere Ook dat nog!, Willem Wever en De stoel.

## Afbeeldingen

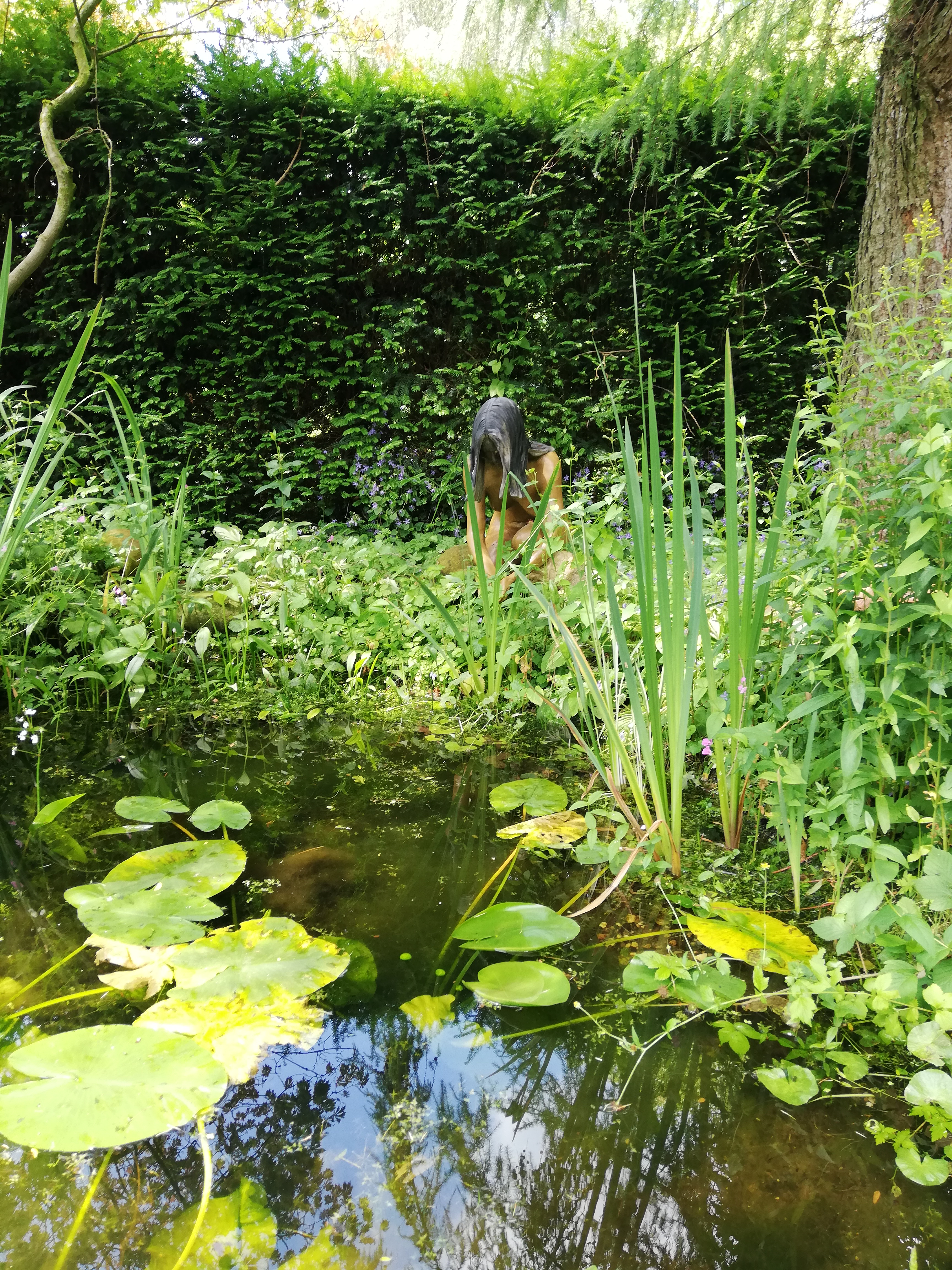
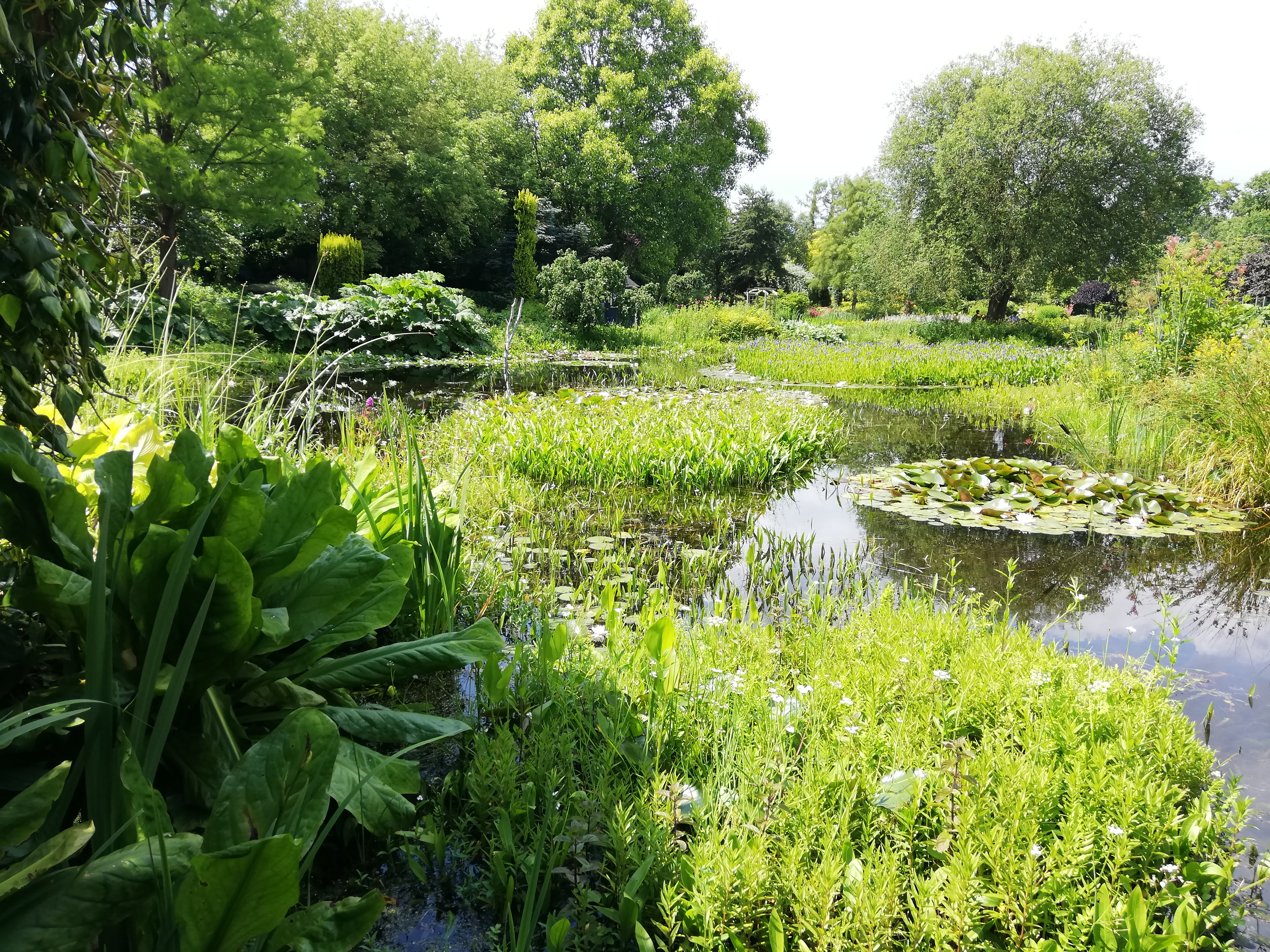
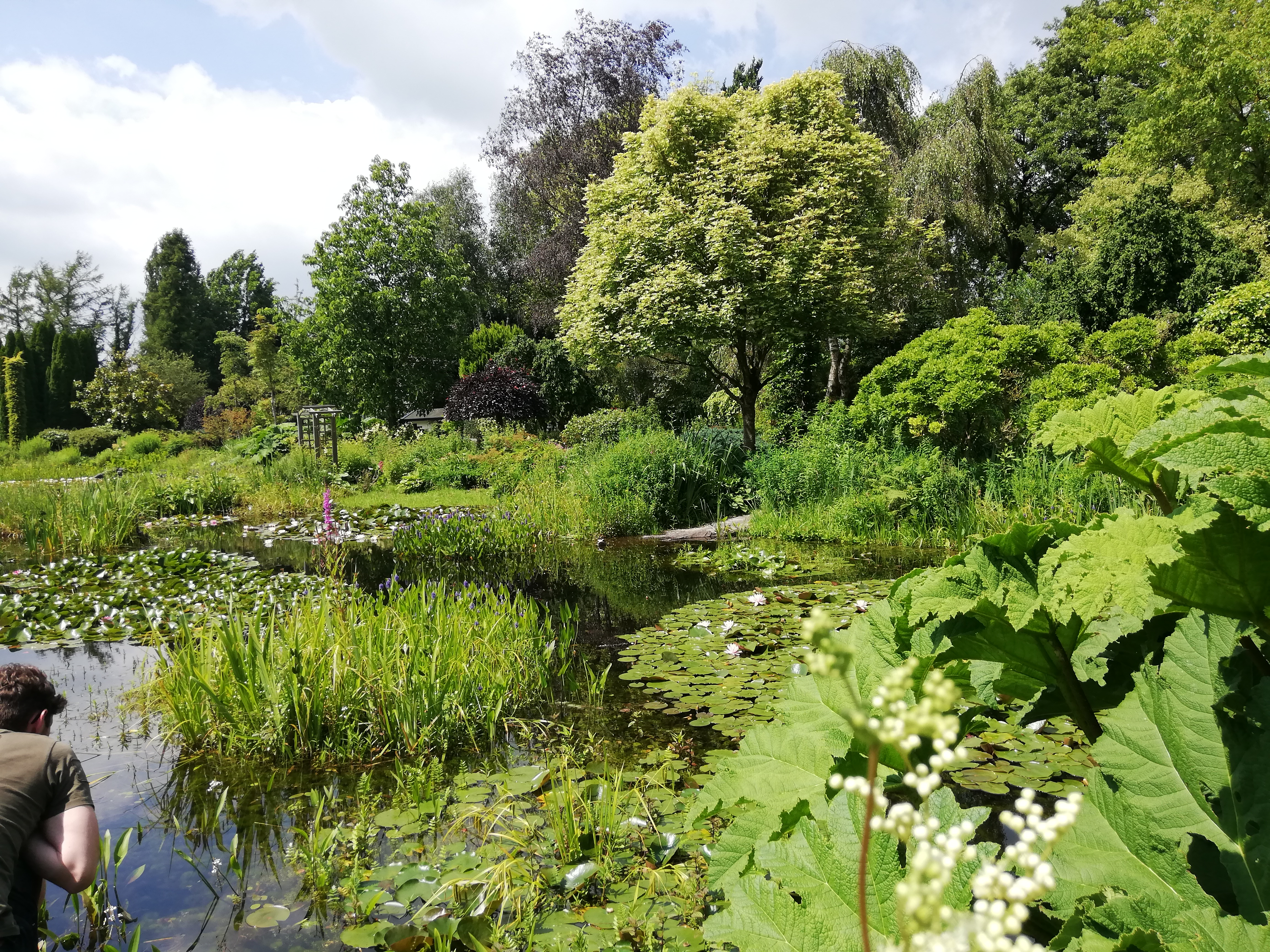
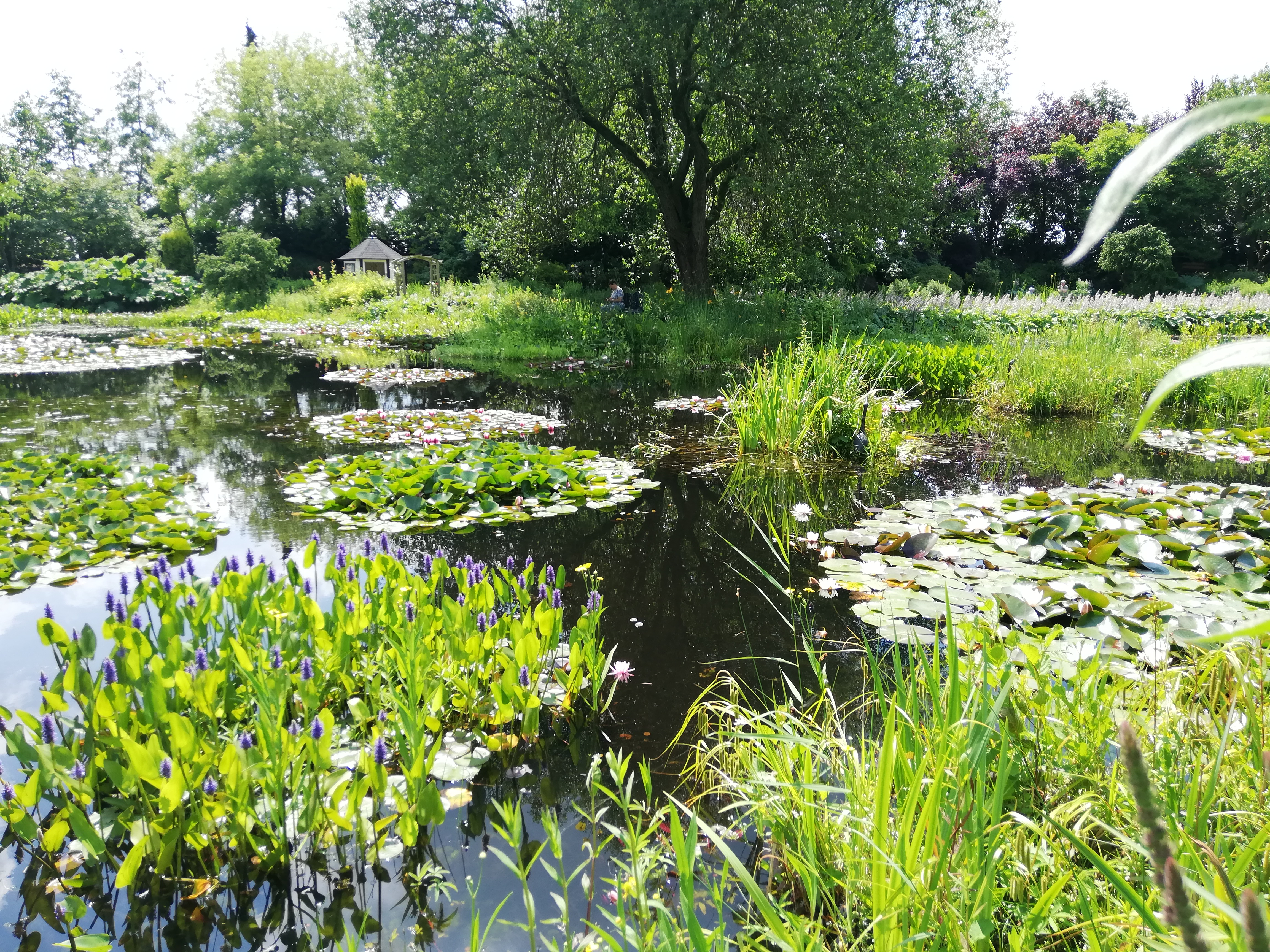

- International Standard Name Identifier: 0000 0003 9610 8552
- Nederlandse Thesaurus van Auteursnamen: 068264844
- Virtual International Authority File: 290958492